# NGC 648
NGC 648 = IC 146 ist eine elliptische Galaxie vom Hubble-Typ E-S0 im Sternbild Walfisch südlich der Ekliptik. Sie ist schätzungsweise 473 Millionen Lichtjahre von der Milchstraße entfernt und hat einen Durchmesser von etwa 135.000 Lj.
Das Objekt wurde zweimal entdeckt; im Jahr 1886 von dem US-amerikanischen Astronomen Francis Preserved Leavenworth (als NGC 648) und am 30. September 1892 von dem französischen Astronomen Stéphane Javelle (als IC 146).